# Ipomoea hirtifolia
Ipomoea hirtifolia är en vindeväxtart som beskrevs av Rhui Cheng Fang och S. H. Huang. Ipomoea hirtifolia ingår i släktet praktvindor, och familjen vindeväxter. Inga underarter finns listade i Catalogue of Life.